# الکسی وویودا
الکسی وویودا (روسی: Алексей Иванович Воевода؛ زادهٔ ۹ مهٔ ۱۹۸۰) ورزشکار بابسلد اهل روسیه است.
وی در مسابقات کشوری و بین‌المللی در مجموع برندهٔ ۱ مدال طلا، ۱ مدال نقره، ۲ مدال برنز شده‌است.